# Karl Raue
Karl Raue (* 18. November 1863 in Heringen/Helme; † 5. März 1924 in Hamburg) war ein deutscher Pädagoge und Gewerkschafter.

## Leben und Wirken
Karl Raue absolvierte von 1881 bis 1884 das Lehrerseminar in Eisleben. Danach arbeitete er für fünfeinhalb Jahre als zweiter Elementarlehrer und Turnlehrer in Stolberg. Zum 1. Oktober 1889 ging er nach Hamburg, wo er zum Kollegium der neugegründeten Volksschule für Knaben Moorkamp in Eimsbüttel gehörte. Er lehrte hauptsächlich Naturkunde, Erdkunde und Geschichte. Im Geschichtsunterricht behandelte er auch Vorgänge außerhalb Deutschlands und erst kurz zurückliegende Ereignisse. Er legte Wert darauf, bedeutende Persönlichkeit nicht hervorzuheben oder gar zu verherrlichen.
Raue rief eine Gehaltskommission vier verschiedener Hamburger Lehrerorganisationen ins Leben, in die er am 23. Mai 1906 gewählt wurde. Er gehörte der Gesellschaft der Freunde des vaterländischen Schul- und Erziehungswesens an, deren Gehaltsausschuss er ab 1912 angehörte. 1917 übernahm er den Vorsitz der Organisation. Raue war der Meinung, dass sich die Einkommen und Lebensverhältnisse der Lehrer nur verbessern ließen, wenn sie solidarisch mit anderen Beamtengruppen zusammenarbeiteten. Daher gab er den Anstoß für die Gründung des Verbandes hamburgischer Beamtenvereine, in dem sich alle Hamburger Beamtenorganisationen zusammenschlossen. Als am 19. Oktober 1917 gewählter Vorsitzender wurde er am 13. November 1918 in den neu gegründeten Beamtenrat entsandt, den er als Vorsitzender vom 22. November 1918 bis Lebensende leitete. Es handelte sich hierbei um eine im Verlauf der Novemberrevolution neu konstituierte Interessenvertretung, die anfangs auch gewerkschaftliche Aufgaben wahrnahm. Ab 1923 beriet sie als eine Art Beamtenkammer nur noch zu allgemeinen Fragestellungen im öffentlichen Dienst. Raue trat hier insbesondere dafür ein, die Einstiegsgehälter in den unteren und mittleren Gruppen der im öffentlichen Dienst Beschäftigten anzuheben. Die in den Großstädten erhöhten Lebenshaltungskosten sollten durch eine sozial gestaffelte Zulage ausgeglichen werden.
Darüber hinaus gehörte Raue dem Beamtenausschuss der Oberschulbehörde und der Beamtenkommission des Arbeiterrates an. Als Mitglied der Lehrergruppe der DDP trat er bei den Wahlen zur Hamburgischen Bürgerschaft 1919 und 1921 auf einem hinteren Listenplatz an. Er nahm, wie fast alle Volksschullehrer, am 15. März 1920 an einem Generalstreik gegen den Kapp-Putsch teil. Dabei sprach er auf einer allgemeinen Lehrerversammlung der Gesellschaft der Freunde des vaterländischen Schul- und Erziehungswesens, die im Curiohaus stattfand. Er rief die Pädagogen dazu auf, sich für den Fortbestand der freiheitlichen Verfassung der Republik einzusetzen und Diktaturen jedweder Art zu verhindern. Am 2. August 1921 kam es auf der Moorweide zu einer Massendemonstration der im öffentlichen Dienst Beschäftigten. Raue sprach hier als einer von sechs Rednern und warnte vor dem sich abzeichnenden wirtschaftlichen Kollaps.
Da er fürchtete, dass der Zusammenhalt der verschiedenen Berufsorganisationen nachlassen könnte, beantragte Raue auf einer Versammlung am 31. Januar 1922, den Verband hamburgischer Beamtenvereine neu zu organisieren und zu einem Landesverband des DBB zu machen. Diese Änderung konnte im Juni 1922 abgeschlossen werden. Der Landesverband schloss sich mit den Beamtenverbänden von Bahn, Post, Zoll und des Steuerwesens zum DBB-Landeskartell Groß-Hamburg zusammen. Karl Raue übernahm am 2. November 1922 dessen Vorsitz. Somit hatte er sein Lebensziel einer gemeinsamen Interessenvertretung verschiedener Berufsverbände verwirklicht. Es gelang ihm jedoch nicht, eine Minderheit davon abzuhalten, sich am 18. Juni dem konkurrierenden Allgemeinen Deutschen Beamtenbund anzuschließen.
Karl Raue starb aufgrund einer schweren Diabeteserkrankung, die seinerzeit medizinisch nicht adäquat behandelt werden konnte.